# Кюфта
Кюфта́ (перс. کوفته‎ (kufte)) — род фрикаделек, сделанных преимущественно из баранины; традиционное блюдо стран Ближнего Востока, Балкан, Кавказа, а также Центральной и Южной Азии.
Слово «кюфта» происходит от персидского kūfta, или كوقتة, что означает «измельчать», или «мясные шарики».
Ранние рецепты (среди которых такие, которые входили в ранние из известных поваренных книг на арабском языке) в основном предлагают готовить кюфту, используя баранину, обмазывая мясо яичным желтком с шафраном.
В азербайджанской кухне кюфта из баранины используется в приготовлении блюда кюфта-бозбаш.